# Матвеев, Константин Петрович
Константи́н Петро́вич Матве́ев (10 декабря 1934, Воронеж — 2 июля 2003, Москва) — советский и российский философ и историк ассирийского происхождения. Специалист по истории международных отношений, национально-освободительных движений Ближнего и Среднего Востока. Специалист по этнографии и культуре ассирийцев 1-й половины XX века. Доктор философских наук, член Союза журналистов СССР.

## Биография
Константин Матвеев родился в Воронеже, в семье ассирийских беженцев из Османской империи, его предки проживали в анатолийском регионе Хаккяри и носили фамилию Бар-Маттай. В России в 1915 году они были записаны как Матвеевы. В зрелом возрасте Константин Петрович иногда использовал фамилию Бар-Маттай в качестве литературного псевдонима.
Константин Матвеев окончил в 1954 году воронежскую Школу рабочей молодёжи № 1. Получил высшее образование на английском отделении факультета иностранных языков Воронежского государственного педагогического института (1958). Преподаватель кафедры иностранных языков Воронежского государственного университета (1958—1959), Института восточных языков при Московском государственном университете (1962—1967), Академии общественных наук при Центральном Комитете КПСС (1962—1967). Научный сотрудник Института востоковедения (1967—1973). Свой первый научный труд «Ассирийский вопрос во время и после Первой мировой войны» (в соавторстве с И. И. Мар-Юханной) опубликовал в 1968 году. Доцент кафедры общественных наук Московского автодорожного института (1973—1977), заведующий кафедрой общественных наук Московского института электронного машиностроения (1977—1983), профессор Московского автомеханического института (1983—1987), заведующий кафедрой общественных наук Московского института тонкой химической технологии (1987—1992).
Константин Матвеев — автор более 120 статей, очерков, рецензий и пяти книг. Некоторые его труды переведены на арабский язык. Печатался в журналах «Вокруг света», «Азия и Африка сегодня», «Молодая гвардия». В своей книге «Ассирийцы и ассирийская проблема в новое и новейшее время» (1979) Матвеев ввёл в научный оборот ценные биографические сведения об ассирийском патриархе-мученике Беньямине Мар-Шимуне.
В 60-летнем возрасте Матвеев поступил в Мусульманский колледж Лондонского университета (окончил в 1997 году). С 1998 года вплоть до своей смерти — сотрудник Института журналистики и литературного творчества.

## Избранная библиография
- Ассирийский вопрос во время и после первой мировой войны (1968, совместно с И. И. Мар-Юханной)
- Истребитель колючек. Сказки, легенды и притчи современных ассирийцев (1974)
- Ассирийцы и ассирийская проблема в новое и новейшее время (1979)
- Когда заговорила клинопись (1979, совместно с А. А. Сазоновым)
- Земля Древнего Двуречья (1986, совместно с А. А. Сазоновым)
- Пять жизней древней Сури (1989, совместно с А. А. Сазоновым)
- Bahrain: The Drive for Democracy (London, 1997)
- History of Islam in the North Caucasus (London, 2000).
- История ислама (Москва, 2007)
- Предания и мифы Древнего Востока. Тайны древней цивилизации (2009)